# Cabaret (musical)
Cabaret és un musical amb llibret de Joe Masteroff, cançons de Fred Ebb i música de John Kander. La seva estrena a Broadway el 1966 ja la convertí en un èxit, tenint una adaptació cinematogràfica el 1972, així com nombroses reposicions.
Està basat en l'obra de John Van Druten, I Am a Camera, de 1951, que alhora està adaptada de la novel·la Adéu a Berlín (Goodbye to Berlin), de Christopher Isherwood. Ambientada el 1931 a Berlín, mentre que els nazis assoleixen el poder a Alemanya, se centra en la vida nocturna al sòrdid Kit Kat Klub, en la relació entre la cantant anglesa de cabaret Sally Bowles i el jove escriptor estatunidenc Cliff Bradshaw.
També hi ha una altra trama, centrada en el romanç entre la dispesera de la fonda on viuen Sally i Cliff, Fräulein Schneider, i el seu hoste Herr Schultz, un venedor de fruita jueu. Emcee contempla i comenta l'acció. Actua com a mestre de cerimònies al Kit Kat Klub i serveix com a metàfora constant de l'estat de la societat a l'Alemanya de Weimar durant l'espectacle.

## Rerefons
Sandy Wilson, que havia obtingut molt de succés als anys 1950 amb The Boy Friend, havia completat el llibret i la major part de la banda sonora per a Goodbye to Berlin, una musicalització de I Am a Camera, quan se n'assabentà que el productor David Black tenia una opció per a l'obra de Van Druten, i que aquest havia estat adquirit per Harold Prince. Prince encarregà a Joe Masteroff perquè treballés en el projecte, però quan es trobaren, es mostraren d'acord que la música de Wilson no capturava l'essència del Berlín de la darreria dels anys 1920, i convidaren John Kander i Fred Ebb a unir-se al projecte. La nova versió en un inici era una obra dramàtica precedida per un pròleg de cançons que descrivien l'atmosfera de Berlín des de diversos punts de vista. Però quan els autors començaren a distribuir les cançons entre les escenes, s'adonaren que la història podia explicar-se seguint l'estructura d'un musical més tradicional i van substituir alguna de les cançons que ja tenien. El protagonista principal masculí passava a ser un escriptor nord-americà que ensenya anglès, Frau Schneider deixava de ser antisemita i esdevé una dona més tolerant amb un admirador, Herr Schultz, un fruiter jueu; s'eliminaren dos estudiants de llengües; i s'afegiren dos personatges nous: la prostituta Fräulein Kost i el nazi Ernst Ludwig. Així doncs, el musical desenvolupa dues històries paral·leles l'una de l'altra, la primera centrada en la decadència del sòrdid Kit Kat Club, i la segona una història situada al món real en la que existeix el club.
Després de veure un dels darrers assaigs abans que la companyia anés a Boston per rodar l'obra abans de presentar-la a Broadway, Jerome Robbins aconsella que s'haurien d'eliminar les seqüències musicals fora del cabaret, consell que Prince ignorà, però que Bob Fosse seguí quan va dirigir l'adaptació cinematogràfica.
La posada en escena de Prince va ser totalment nova pel seu temps: a mesura que el públic entrava al teatre, el teló ja estava pujat, mostrant un escenari buit, llevat d'un gran mirall que reflectia el públic. No hi havia obertura, sinó que un repic de timbals i plat portava al número d'inici. La juxtaposició d'escenes de diàleg amb les cançons utilitzada com a exposició i els números del cabaret per separat que mostraven l'estat de la societat era un concepte nou que en un inici estranyava al públic, però a mesura que anaven entenent la diferència entre ambdós, acceptaven els lligams que hi havia entre ells.

## Produccions

### Producció original Londres
La primera producció al West End s'estrenà el 28 de febrer de 1968 al Palace Theatre amb Judi Dench com Sally, Barry Dennen com l'Emcee i Lila Kedrova com Fräulein Schneider.

### Revivals a Londres
Hi ha hagut 3 grans revivals a Londres: el 1986, al Strand Theatre amb Kelly Hunter com Sally, Peter Land com Cliff i Wayne Sleep com l'Emcee, dirigit i coreografiat per Gillian Lynne; el 1993, una estada de curta durada aclamada per la crítica al Donmar Warehouse, dirigit per Sam Mendes amb Alan Cumming com l'Emcee, Jane Horrocks com Sally Bowles, Adam Godley i Sara Kestelman com Fraulein Schneider; i el 2006 al Lyric Theatre, dirigit per Rufus Norris, estrenada amb Anna Maxwell Martin com Sally, James Dreyfus com l'Emcee, Harriet Thorpe com Fraulein Kost i Sheila Hancock com Fräulein Schneider (guanyant un Premi Laurence Olivier per millor actriu de repartiment). Les substitucions al repartiment van incloure Kim Medcalf i Amy Nuttall com Sally, Honor Blackman i Angela Richards com Fräulein Schneider, Julian Clary i Alistair McGowan com Emcee. Aquesta producció inicià una gira pel Regne Unit el 2008, amb una companyia regional protagonitzada per Wayne Sleep com l'Emcee i Samantha Barks com Sally Bowles.

### Producció original de Broadway
Després de 21 prèvies, la producció original de Broadway, dirigida per Harold Prince i coreografiada per Ron Field, s'estrenà el 20 de novembre de 1966 al Broadhurst Theatre, anant després a l'Imperial i al Broadway fins a completar 1.165 funcions. Al repartiment original apareixien Jill Haworth com Sally, Bert Convy com Cliff, Lotte Lenya com Fräulein Schneider, Jack Gilford com Herr Schultz, i Joel Grey com l'Emcee. Entre les substitucions posteriors hi hagué Anita Gillette com Sally, Ken Kercheval i Larry Kert com Cliff, i Martin Ross com l'Emcee.

### Revival a Broadway – 1987
Després de 18 prèvies, es presentà la primera reposició a Broadway, de nou dirigida per Prince i coreografiada per Field, estrenant-se el 22 d'octubre de 1987 a l'Imperial Theatre, anant després al Minskoff per completar 261 funcions. Joel Grey tornà a ser l'Emcee, i al repartiment apareixien Alyson Reed com Sally, Gregg Edelman com Cliff, Regina Resnik com Fräulein Schneider, i Werner Klemperer com Herr Schultz. S'afegí la cançó «Don't Go» pel personatge de Cliff.

### Revival a Broadway – 1998
El segon revival de Cabaret a Broadway va ser dirigit per Sam Mendes i coreografiat per Rob Marshall. S'estrenà després de 37 prèvies el 19 de març de 1998 al Kit Kat Klub, situat al que abans havia estat conegut pel Henry Miller's Theatre, però es traslladaria a Studio 54, on va estar-se fins al final de les seves 2.377 funcions, esdevenint el tercer revival de musical que més temps s'ha estat a Broadway (només darrere de Oh! Calcutta! i Chicago). A més d'Alan Cumming com l'Emcee, el repartiment original incloïa a Natasha Richardson com Sally, John Benjamin Hickey com Cliff, Ron Rifkin com Herr Schultz i Mary Louise Wilson com Fräulein Schneider.
Aquesta producció, a més, tingué una sèrie de substitucions notables durant la seva estada a Broadway: Jennifer Jason Leigh, Joely Fisher, Gina Gershon, Deborah Gibson, Teri Hatcher, Melina Kanakaredes, Jane Leeves, Molly Ringwald, Brooke Shields i Lea Thompson com Sally; Michael C. Hall, Raúl Esparza, Neil Patrick Harris, Adam Pascal, Jon Secada i John Stamos com l'Emcee; Boyd Gaines com Cliff; Tom Bosley, Dick Latessa, Hal Linden, Laurence Luckinbill i Tony Roberts com Herr Schultz; i Blair Brown, Polly Bergen, Mariette Hartley i Carole Shelley com Fräulein Schneider.
La concepció de Mendes diferia enormement de l'original. Possiblement el canvi més significatiu era el personatge de l'Emcee. El paper creat per Joel Grey era androgen, en certa manera com un titella vestit amb frac, mentre que el personatge de Cumming estava molt sexualitzat. El número «Two Ladies» era interpretat per l'Emcee, una noia i un noi del cabaret, i incloïa ombres xinesques simulant diverses posicions sexuals. La cançó «Sitting Pretty» va ser eliminada i substituïda per «Money»; «I Don't Care Much», que havia estat eliminada del muntatge original, va usar-se; i «Mein Herr» i «Maybe This Time», escrites per a la pel·lícula, van ser afegides al muntatge. També diferien detalls en la posada en escena: «Tomorrow Belongs To Me», en lloc de ser interpretada per un cor d'homes, apareixia l'Emcee amb l'enregistrament d'un noi soprano cantant-la. El més dramàtic de tot va ser l'escena final, quan l'Emcee es treu la roba i a sota porta el vestit de presoner a un camp de concentració en la que porta una Estrella de David groga (identificatiu d'un presoner jueu) i un triangle rosa que indica que és homosexual.
La producció guanyà el Drama Desk Award com a millor Revival de Musical.

### Produccions en altres països
El 1992 es representà a Barcelona en una adaptació al català per Alvar Valls i Begoña Barrera, en versió de Jerome Savary, protagonitzada per Nina en el paper de Sally i amb Michael Dussarat com a l'Emcee. Els acompanyaven Marc Martínez, Sílvia Tortosa, Ovidi Montllor, Mireia Ross i Victor Pi. La producció va fer una gira per l'estat espanyol.
Posteriorment, partint de la producció de Mendes, se n'han fet diverses produccions arreu al món: el 1999 s'estrenà en alemany al Club im Capitol Theater de Düsseldorf, dirigida per Robet Gilbert i protagonitzada per Anna Montanaro com Sally, Nik com l'Emcee i Norbert Conrads com Cliff; el 2003 s'estrenà en castellà al Teatro Nuevo Alcalá de Madrid, dirigida per B.T. McNicholl i protagonitzada per Natalia Millán com Sally, Asier Etxeandia com l'Emcee i Manuel Bandera com Cliff; producció que el 2008 es desplaçà al Teatre Apolo de Barcelona, amb Marta Ribera com Sally, Víctor Masán com el Emcee i Ivan Campillo com Cliff. El 2006 s'estrenà en francès al Folies Bergère de París, amb Claire Perot com Sally Bowles, Fabian Richard com l'Emcee i Geoffroy Guerrier com Cliff; i el 2008 s'estrenà al Stratford Shakespeare Festival d'Ontario. Des del 13 de maig de 2009 es representa al Teatro Segura de Lima, dirigida per Mateo Chiarella i protagonitzada per Marco Zunino com l'Emcee i Gisela Ponce de León com Sally.

## Argument
Primer Acte
Berlín. Primeria de la dècada de 1930. El Partit Nazi creix a poc a poc. El Kit Kat Klub és un sòrdid cabaret, un lloc de festes decadents al marge de l'ascens del terror nazi. El mestre de cerimònies del club, també anomenat Emcee, juntament amb les noies del cabaret i els cambrers, reben el públic («Willkommen»). Mentrestant, en una estació de tren, Clifford Bradshaw, un jove escriptor estatunidenc arriba a Berlín amb l'esperança de trobar inspiració per a la seva novela. El nom refereix a Christopher Isherwood, del qual el primer cognom menys conegut és Bradshaw. Es troba amb Ernst Ludwig, un alemany que ofereix feina a Cliff i que li recomana un allotjament. A la fonda, Fräulein Schneider li ofereix una habitació per 100 marcs, però Cliff només en pot pagar 50, però finalment Fräulein Schneider accepta els 50 i explica que la vida li ha ensenyat a prendre el que se t'ofereix («So What?»).
Quan Cliff visita el Kit Kat Klub, l'Emcee presenta una cantant anglesa, Sally Bowles, que canta una cançó picant («Don't Tell Mama»). Al seu camarí, Cliff ofereix acompanyar Sally a casa, però li diu que el seu xicot, Max, l'amo del club, és molt gelós. Mentrestant, tot el cabaret alhora canta i balla, es truquen pels telèfons que hi ha a les taules i es conviden a balls i copes («The Telephone Song»).
L'endemà, tot just quan Cliff havia acabat la seva lliçó amb Ernst, arriba Sally. Max l'ha fet fora i no té lloc on viure, i li demana si pot viure amb ell. En un inici Cliff es resisteix, però finalment el convenç (així com a Fräulein Schneider) a acceptar-la («Perfectly Marvelous»). L'Emcee i dues coristes canten una cançó («Two Ladies») sobre les estranyes condicions de vida d'en Cliff i la Sally. Al pis de Fräulein Schneider, Herr Schultz, un vell fruiter jueu que també viu allà, li ha regalat una pinya («It Couldn't Please Me More»). Mentrestant, al Kit Kat Klub, un jove cambrer canta un himne patriòtic a Alemanya, inspirat en el nacionalisme nazi («Tomorrow Belongs to Me»).
Mesos després, Cliff i Sally encara viuen junts i s'han enamorat. Cliff és conscient que viu en un somni, però gaudeix de la seva vida amb Sally («Why Should I Wake Up?»). Sally li diu que està embarassada, però que no sap qui és el pare i que ha decidit avortar. Cliff li recorda que ell podria ser el pare, i la convenç per tenir l'infant. Ernst entra i li ofereix una feina a Cliff (portar una maleta de París a Berlín), diners fàcils. L'Emcee i les noies del cabaret ho comenten («Sitting Pretty« ó «Money»)
Mentrestant, Fräulein Schneider esbronca una de les seves hostes, Fräulein Kost, per portar mariners a la seva cambra. Quan li ho prohibeix, l'amenaça d'anar-se, així com d'esbombar que l'ha vista quan rebia Herr Schultz a la seva habitació. Herr Schultz salva la situació dient que Fräulein Schneider i ell es casaran en tres setmanes. Després que Kost se'n hagi anat, Fräulein Schneider agraeix Herr Schultz que hagi mentit per ella, però Herr Schultz, més seriosament, li proposa matrimoni («Married»).
Enmig de la festa de prometatge de Fräulein Schneider i Herr Schultz, Cliff arriba i dona la maleta a Ernst. Tot content canta «Meeskite», explicant que és una paraula jiddisch sobre l'alegria. Mirant de revenjar-se de Fräulein Schneider, Fräulein Kost diu a Ernst, que porta un braçal nazi, que Herr Schultz és un jueu. Ernst adverteix Fräulein Schneider que casar-se amb un jueu potser no és una decisió encertada, i Fräulein Kost comença a cantar «Tomorrow Belongs to Me», i tota la companyia s'hi afegeix, mentre que Cliff, Sally, Fräulein Schneider, Herr Schultz i l'Emcee s'ho miren des d'un costat.
Segon Acte
L'Emcee, que porta un vestit, juntament amb les noies del cabaret, ballen a l'escenari, i fan una desfilada amb el pas de l'oca. Fräulein Schneider comenta el seu amoïnament vers la seva unió amb Herr Schultz, i aquest li assegura que tot anirà bé (represa de «Married»), però són interromputs quan algú tira una pedra contra la vitrina de la fruiteria de Herr Schultz. Fräulein Schneider està amoïnada perquè això hagi estat fet amb malícia, però Schultz intenta convèncer-la que només eren nens.
De tornada al Kit Kat Klub, l'Emcee canta i balla amb una noia vestida de goril·la, sobre com la seva relació és vista amb desaprovació («If You Could See Her»), per acabar dient que «si la veiessin amb els meus ulls... ni se n'adornarien que és jueva». Fräulein Schneider va a l'habitació de Cliff i Sally per tornar-les el seu regal de casament, perquè aquest s'ha cancel·lat. Quan Cliff protesta, dient-li que no es pot rendir, ella li replica què pot fer sinó («What Would You Do?»).
Cliff diu a Sally que han d'anar-se cap a Amèrica per tenir allà al nen. Sally protesta, dient que tenen una vida meravellosa a Berlín, però Cliff li diu que desperti i que s'adoni del que els envolta, però Sally li replica que la política no li fa res i se'n torna al club. Ernst es dirigeix a Cliff perquè faci un altre viatge, però Cliff es nega i Ernst i els seus acompanyants nazis el peguen i el fan fora del club. L'Emcee presenta Sally, que torna a actuar al cabaret, cantant que «al cabaret… la vida és una festa» («Cabaret»).
L'endemà al matí, Cliff està empaquetant, quan arriba Herr Schultz i li diu que ell també se'n va, però que és segur que els mals temps passaran. Ell entén els alemanys, ja que ell mateix és un alemany. Quan Sally torna, diu a Cliff que ha avortat. Cliff encara espera que ella s'en vagi amb ell, però ella prefereix quedar-se, i li demana que quan Cliff finalment escrigui la seva novel·la, se la dediqui. Cliff se'n va, amb el cor trencat.
El tren a París. Cliff comença a escriure la novel·la, segons les seves experiències: «Hi havia un Cabaret, i havia un Mestre de Cerimònies… i hi havia una ciutat anomenada Berlín a un país anomenat Alemanya» (represa de «Willkommen»). Al Kit Kat Klub, l'Emcee va vestit amb roba nazi. Tot el cabaret torna amb «Willkommen», però durament, fins que l'Emcee canta «Auf Wiedersehen… à bientôt».

## Cançons originals
| Primer Acte - Willkommen - So What? - Don't Tell Mama - Telephone Song - Perfectly Marvelous - Two Ladies - It Couldn't Please Me More - Tomorrow Belongs to Me - Why Should I Wake Up? - The Money Song - Married - Meeskite - Tomorrow Belongs to Me (Reprise) | Segon Acte - Entr' Acte - Married (Reprise) - If You Could See Her - I Don't Care Much - What Would You Do? - Cabaret - Finale |